# Universiteit van La Laguna
De Universiteit van La Laguna (Spaans: Universidad de La Laguna; afgekort tot ULL) is een universiteit op San Cristóbal de La Laguna (Tenerife, Spanje).
De universiteit bestaat uit zes campussen: Central, Anchieta, Guajara, Ofra, Santa Cruz en Campus del Sur en werd gesticht in 1927 door koning Ferdinand VII van Spanje. Het is de oudste universiteit van Canarische eilanden.